# Athletissima 2015
L'Athletissima 2015 è stato la 40ª edizione dell'annuale meeting di atletica leggera, e si è disputato allo stadio polifunzionale Stade Olympique de la Pontaise di Losanna, il 9 luglio 2015. Il meeting è stato la nona tappa del circuito di atletica leggera IAAF Diamond League 2015.

## Programma[1]
| # | Orario | Specialità             |
| - | ------ | ---------------------- |
| 1 | 18:50  | Getto del peso         |
| 2 | 19:50  | Salto con l'asta       |
| 3 | 20:20  | Salto triplo           |
| 4 | 20:26  | 200 metri              |
| 5 | 20:45  | Lancio del giavellotto |
| 6 | 21:01  | 5000 metri             |
| 7 | 21:17  | 100 metri              |
| 8 | 21:35  | 400 metri ostacoli     |
| 9 | 21:44  | 800 metri              |

| #  | Orario | Specialità         |
| -- | ------ | ------------------ |
| 1  | 18:00  | Lancio del disco   |
| 2  | 18:40  | Salto in lungo     |
| 3  | 19:15  | Salto in alto      |
| 4  | 19:46  | 800 metri          |
| 5  | 20:03  | 400 metri          |
| 6  | 20:10  | 3000 metri siepi   |
| 7  | 20:34  | 400 metri ostacoli |
| 8  | 20:43  | 100 metri ostacoli |
| 9  | 20:52  | 200 metri          |
| 10 | 21:26  | 1500 metri         |

     Specialità valide per la Diamond League

## Risultati
Di seguito i primi tre classificati di ogni specialità.

### Uomini
| Specialità             |                     | Prestazione | 2º classificato      | Prestazione | 3º classificato   | Prestazione |
| 100 m                  | Justin Gatlin       | 9"75        | Asafa Powell         | 9"92        | Tyson Gay         | 9"92        |
| 200 m                  | Zharnel Hughes      | 20"13       | Anaso Jobodwana      | 20"21       | Isiah Young       | 20"27       |
| 800 m                  | Nijel Amos          | 1'43"27     | David Rudisha        | 1'43"76     | Ferguson Rotich   | 1'44"44     |
| 5000 m                 | Mo Farah            | 13'11"77    | Yomif Kejelcha       | 13'12"59    | Edwin Soi         | 13'17"17    |
| 400 m ostacoli         | Bershawn Jackson    | 48"71       | L.J. van Zyl         | 48"92       | Denis Kudrjavcev  | 49"01       |
| Salto con l'asta       | Paweł Wojciechowski | 5.84 m      | Raphael Holzdeppe    | 5.76 m      | Renaud Lavillenie | 5.76 m      |
| Salto triplo           | Christian Taylor    | 18.06 m DLR | Pedro Pablo Pichardo | 17.99 m     | Omar Craddock     | 17.30 m     |
| Getto del peso         | David Storl         | 22.20 m     | Joe Kovacs           | 21.71 m     | Reese Hoffa       | 21.30 m     |
| Lancio del giavellotto | Keshorn Walcott     | 90.16 m     | Vítězslav Veselý     | 87.97 m     | Tero Pitkämäki    | 87.44 m     |

     Atleti al primo posto della classifica di specialità
     Prestazione che stabilisce il nuovo record del meeting.

### Donne
| Specialità       |                     | Prestazione | 2º classificato     | Prestazione | 3º classificato        | Prestazione |
| 200 m            | Allyson Felix       | 22"09       | Dafne Schippers     | 22"29       | Murielle Ahouré        | 22"36       |
| 400 m            | Shaunae Miller-Uibo | 49"92       | Sanya Richards-Ross | 51"12       | Novlene Williams-Mills | 51"15       |
| 800 m            | Selina Büchel       | 2'01"68     | Molly Ludlow        | 2'02"08     | Latavia Thomas         | 2'03"21     |
| 1500 m           | Sifan Hassan        | 4'02"36     | Faith Kipyegon      | 4'03"38     | Jennifer Simpson       | 4'03"54     |
| 3000 m siepi     | Virginia Nyambura   | 9'16"99     | Hiwot Ayalew        | 9'17"22     | Emma Coburn            | 9'20"67     |
| 100 m ostacoli   | Dawn Harper-Nelson  | 12"55       | Jasmin Stowers      | 12"58       | Queen Harrison         | 12"63       |
| 400 m ostacoli   | Sara Slott Petersen | 55"01       | Wenda Nel           | 55"78       | Lauren Wells           | 56"25       |
| Salto in alto    | Anna Čičerova       | 2.03 m      | Ruth Beitia         | 1.94 m      | Erika Kinsey           | 1.94 m      |
| Salto in lungo   | Tianna Bartoletta   | 6.86 m      | Shara Proctor       | 6.79 m      | Christabel Nettey      | 6.68 m      |
| Lancio del disco | Yaimé Pérez         | 67.13 m     | Sandra Perković     | 67.06 m     | Denia Caballero        | 66.04 m     |

     Atlete al primo posto della classifica di specialità
     Prestazione che stabilisce il nuovo record del meeting.